# Labena schausi
Labena schausi är en stekelart som beskrevs av Joseph Augustine Cushman 1922. Labena schausi ingår i släktet Labena och familjen brokparasitsteklar. Inga underarter finns listade i Catalogue of Life.